# 桃116線
桃116線 巴陵－上巴陵，是位於桃園市的一條區道，南起桃園市復興區巴陵，北至桃園市復興區上巴陵拉拉山林道，全長10.874公里。該道路因兩旁風景秀美而知名。路旁的植物包括千島櫻、三葉楓香、五葉槭樹、梅等。

## 路線說明
桃園市
- 復興區：巴陵（起點， 台7線岔路）→ 中巴陵 → 上巴陵（終點，拉拉山林道岔路）

## 交會公路
- 台7線（起點）
- 拉拉山林道（終點）